# Issai Schur
Issai Schur (10. ledna 1875 Mogilev, Ruské impérium – 10. ledna 1941 Tel Aviv, Britský mandát Palestina) byl německý matematik židovského původu.
Jako student Ferdinanda Georga Frobenia se věnoval reprezentacím grup, pracoval také v oblastech kombinatoriky, lineární algebry, teorie čísel či teoretické fyziky. Je po něm pojmenováno velké množství matematických vět a konceptů.